# Хамбакер

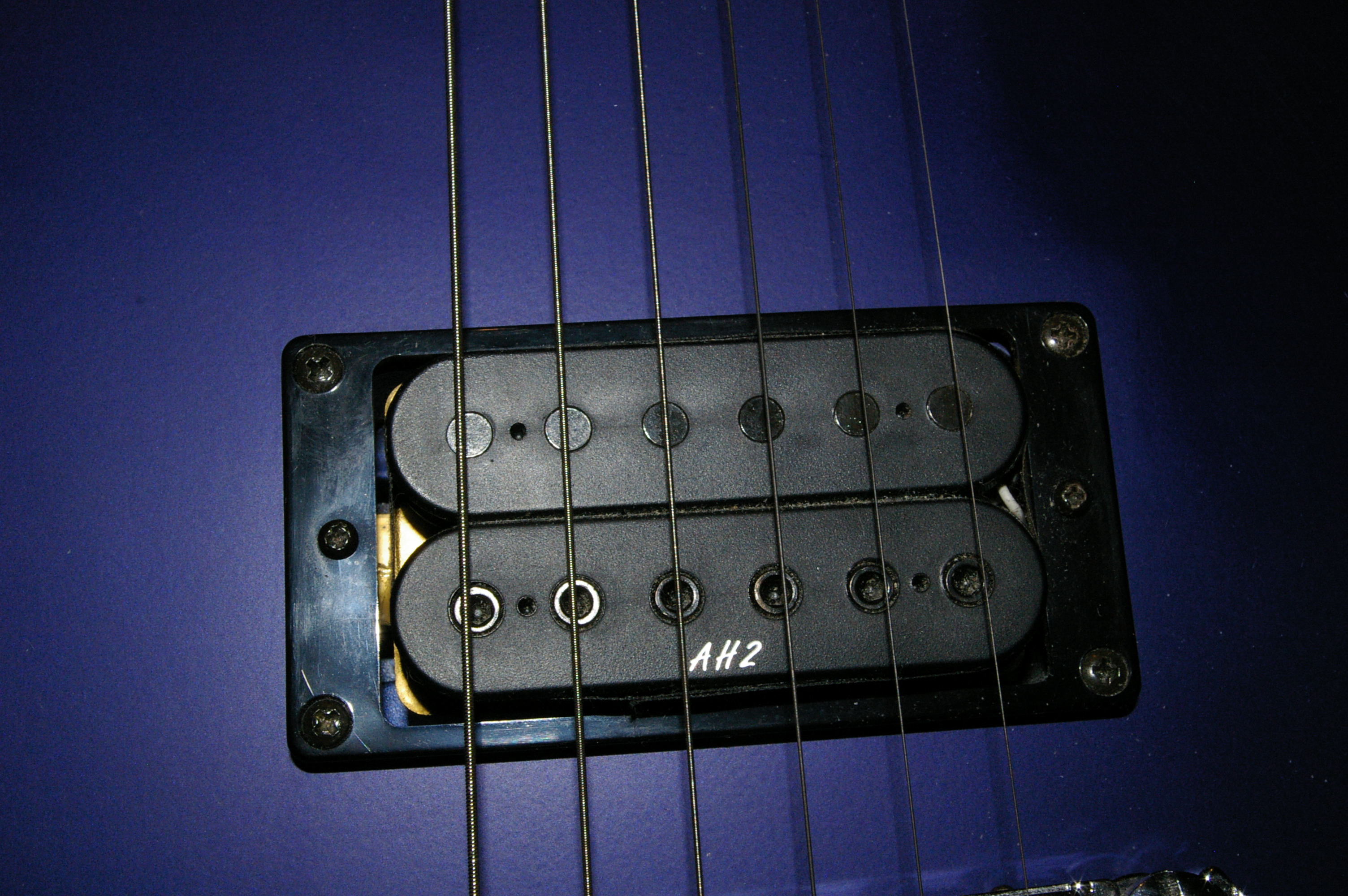
Хамбакерний звукознімач "відкриті котушки" (без покриття).

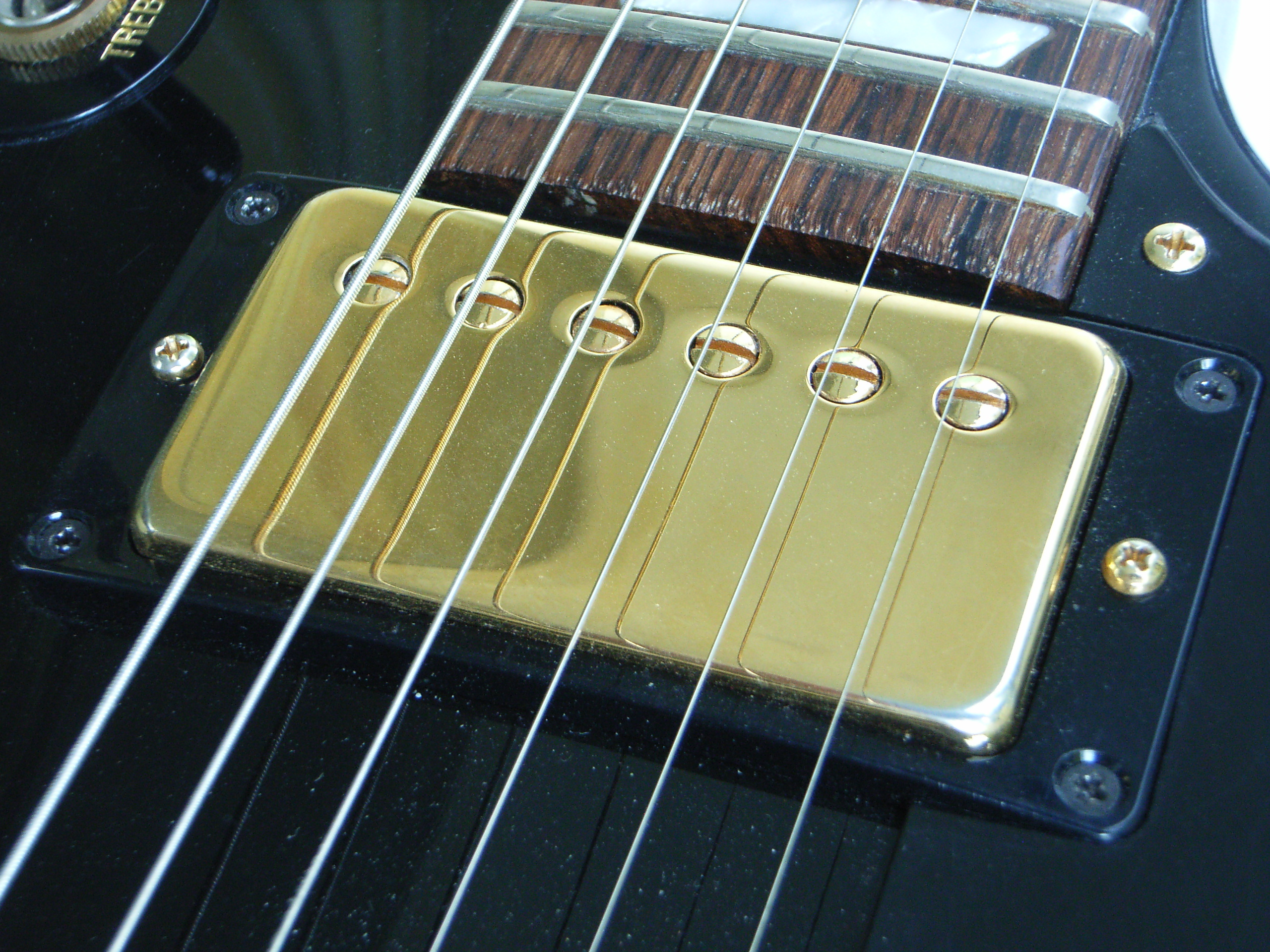
Хамбакерний звукознімач із кришкою на копії Gibson Les Paul

Хамбакер, хамбакерний звукознімач або подвійна котушка — це гітарний звукознімач, який використовує дві дротяні котушки для усунення шумових перешкод від синглів. Хамбакерні котушки також використовуються в динамічних мікрофонах для придушення електромагнітного дзижчання. Хамбакери є одним із двох основних типів гітарних звукознімачів. Інший називається одинарною котушкою або синглом.

## Історія
«Хамбакерний звукознімач» був винайдений в 1934 році Electro-Voice, американською професійною аудіокомпанією в Саут-Бенді, штат Індіана, яку Аль Кан і Лу Берроуз заснували в 1930 році з метою виробництва портативного обладнання для оповіщення, включаючи мікрофони та гучномовці.